# Pitgam
Pitgam é uma comuna francesa na região administrativa de Altos da França, no departamento do Norte. Estende-se por uma área de 23.37 km². Em 2010 a comuna tinha 985 habitantes (densidade: 42,1 hab./km²).